# باشگاه فوتبال السیب
باشگاه فوتبال السیب (عربی: نادي السیب) یک باشگاه فوتبال در شهر السیب، عمان است. این باشگاه که در سال ۱۹۷۲ تأسیس شده سابقه ۲ قهرمانی در لیگ حرفه‌ای فوتبال عمان را در کارنامه دارد.

## تاریخچه و افتخارات
باشگاه فوتبال السیب در سال ۱۹۷۲ در استان مسقط تأسیس شد و به‌تدریج به یکی از باشگاه‌های معتبر عمان تبدیل گردید. این تیم در طول تاریخ فعالیت خود چندین عنوان قهرمانی در لیگ برتر عمان به دست آورده و همواره از مدعیان اصلی این رقابت‌ها بوده است.
از مهم‌ترین افتخارات باشگاه می‌توان به قهرمانی در لیگ حرفه‌ای عمان در فصل‌های ۲۰۱۹–۲۰۲۰ و ۲۰۲۱–۲۰۲۲ اشاره کرد. همچنین السیب در جام سلطان قابوس چندین بار به مقام قهرمانی رسیده و سابقه حضور در رقابت‌های ای‌اف‌سی کاپ را نیز دارد و توانسته عملکرد قابل توجهی از خود به نمایش بگذارد.
رنگ‌های سنتی این باشگاه زرد و سبز است و مسابقات خانگی در ورزشگاه السیب با ظرفیت تقریبی ۱۴ هزار تماشاگر برگزار می‌شود.

## عملکرد در مسابقات AFC
- لیگ قهرمانان آسیا ۲

۲۰۲۲: قهرمان

## مربیان
| سمت              | نام                    |
| ---------------- | ---------------------- |
| سرمربی           | جوروان ویرا            |
| مربی             | ژائو سیلوانو           |
| مربی             | سعید الرقادی           |
| مربی بدنساز      | رودولفو لیریائو        |
| مربی دروازه‌بان‌ها | خالد                   |
| مدیر تیم         | عبدالمجید سرور المعالی |
| مدیر تیم         | فهد الحبسی             |
| سرپرست تیم       | زمیتری زاخاراو         |
| پزشک تیم         | یحیی القیذی            |
| پزشک تیم         | سیرهی شاوچنکا          |
| فیزیوتراپیست     | آلیاکساندر شاوچوک      |